# Moulin Grenade
De Moulin Grenade (ook: Moulin de la ferme Piette) is een watermolen op de Grand Aaz, gelegen aan Rue Elvau te Heure-le-Romain.
Deze bovenslagmolen fungeerde als korenmolen.
De molen werd opgericht in 1763 en maakt onderdeel uit van een gesloten hoevecomplex. Het molengebouw heeft een onderkant van natuursteen en een bovenkant van baksteen.
In de jaren '90 van de 20e eeuw werd deze molen geheel hersteld. Zowel het sluiswerk, het metalen bovenslagrad als de maalinrichting zijn aanwezig.